# 스포티스우드 앳킨
스포티스우드 앳킨(Spottiswoode Aitken, 1868년 4월 16일 ~ 1933년 2월 26일)은 그레이트브리튼 아일랜드 연합왕국의 연극 배우, 영화배우이다.
에든버러에서 태어났으며 로스앤젤레스에서 사망하였다. 할리우드 포에버 묘지에 매장되었다.

## 영화
- 더 구스 우먼 (1925년)
- 더 이글 (1925년)
- 인톨러런스 (1916년)
- 어벤징 컨션스: 오어 '다우 셜트 낫 킬' (1914년)